# 千葉乗隆
千葉 乗隆（ちば じょうりゅう、1921年5月4日 - 2008年4月12日）は、浄土真宗の僧侶、仏教学者・歴史学者。学位は、文学博士（論文博士・1977年）。龍谷大学名誉教授・元学長、元相愛学園長・理事長。
真宗史、真宗教団史他の研究において数多くの研究、業績を残した。浄土真宗本願寺派安楽寺第26世住職。徳島県生まれ。

## 略歴
- 1915年 - 徳島県安楽寺出生。旧制郡里尋常小学校、旧制脇町中学校をへて、旧制龍谷大学予科修了(1942年)
- 1937年 - 浄土真宗本願寺派得度
- 1943年 – 応召(西部33部隊、浜松陸軍飛行学校）(1945年復員)
- 1944年 - 浄土真宗本願寺派教師
- 1944年 - 旧制龍谷大学文学部（国史学専攻）卒業
- 1947年 - 安楽寺 副住職( - 1972年)
- 1947年 - 郡里町社会教育委員( - 1948年)
- 1950年 - 龍谷大学大学文学部副手( - 1951年)
- 1950年 - 龍谷大学大学研究科（国史学専攻）卒業
- 1952年 - 郡里町文化財保護委員
- 1953年 - 郡里町史編集委員
- 1954年 - 郡里町史編集委員長( - 1957年)
- 1959年 - 龍谷大学大学文学部講師
- 1959年 - 龍谷大学大学短期大学部助教授
- 1965年 - 龍谷大学文学部助教授
- 1965年 - 京都女子大学文学部講師兼任( - 1983年)
- 1969年 - 安楽寺住職( - 1991年)
- 1970年 - 龍谷大学文学部教授（ - 1989年）
- 1970年 - 龍谷大学文学評議員（ - 1970年）
- 1973年 - 龍谷大学文学部部長（ - 1975年）
- 1977年 – 文学博士（論文博士）
- 1973年 - 龍谷大学大学院文学研究科長（ - 1983年）
- 1973年 - 龍谷大学史学会会長（ - 1983年）
- 1981年 - 龍谷大学理事（ - 1989年）
- 1983年 - 龍谷大学学長（ - 1989年）
- 1983年 – 本願寺史料研究所長
- 1992年 – 浄土真宗教学研究所長（ - 1995年）
- 1992年 – 相愛学園長、理事長（ - 1997年）

## 学会、連合、略歴
- 1972年 – 真宗連合学会理事( - 1983年)
- 1978年 – 真宗連合学会理事長( - 1980年、1982 - 1983年)
- 1975年 – 日本私立大学連盟理事（ - 1977年、1983 - 1989年）
- 1990年 – 国際仏教文化協会理事長

## 著書
- 『千葉乗隆著作集』全5巻（法蔵館、2001年 - 2002年）
第1巻 (親鸞･覚如･蓮如)、第2巻 (地域社会と真宗)
第3巻 (真宗の組織と制度)、第4巻 (真宗文化と本尊)、第5巻 (真宗と女性)
- 『日本の歴史と真宗』（自照社出版, 2001年）
- 『日本の社会と真宗』（思文閣出版, 1999年）
- 『蓮如上人ものがたり』（本願寺出版社, 1998年）
- 『親鸞聖人ものがたり』（本願寺出版社, 2000年）
- 『安楽寺文書』（同朋舎（上・下）, 1990-1995年）
- 『親鸞』（吉川弘文館, 1983年）
- 『西光寺古記』（同朋舎, 1988年）
- 『親鸞・人間性の再発見』（清水書院, 1984年）
- 『顕如上人ものがたり』（本願寺出版社, 2003年）
- 『浄土真宗』（ナツメ社, 2005年）
- 『歎異抄　現代語訳付き』（新版 角川書店 角川ソフィア文庫, 2001年）
- 『中部山村社会の真宗』（吉川弘文館）
- 『摂取不捨』（探究社, 2008年）
- 『念仏ひとつ　手ぶらで帰る』（探究社, 2009年）

### 共著
- 『本願寺文書』（柏書房, 1976年） 北西弘共著
- 『日本仏教宗史論集　第6巻』（吉川弘文館, 1985年） 幡谷明共著
- 『仏教史概説　日本篇』（平楽寺書店, 1969年）
- 『親鸞聖人』（本願寺出版社, 2009年） 徳永道雄共著

第34回平成21年度とくしま出版文化賞特別賞受賞

### 論文
- CiNii>千葉乗隆
- INBUDS>千葉乗隆

## 関連人物
- 五木寛之（龍谷大学聴講生）指導。